# Минерална вода
Минерална вода се нарича водата, извираща от минерален извор и съдържаща в състава си разтворени минерални соли, микроелементи и някои биологично активни компоненти. Понякога може и да е естествено газирана, благодарение на съдържащите се в нея газове.
Минералните води са от съществено балнеоложко значение и са широко използвани за рехабилитация и санаториално лечение. Терминът спа е свързан с водолечението, познато като балнотерапия.
Минерална вода може да се използва както за външно приложение (чрез бани, вани, душове) при хидротерапията и водолечението, така и за инхалации или промивки при заболявания на носоглътката и горните дихателни пътища, и други подобни цели.
Класификацията на минералната вода зависи от нейното предназначение, както и от минерализацията ѝ. Също така може да бъде разделена на натурална минерална вода за пиене, минерална вода за външно приложение или др.
Обикновено минералната вода предназначена за консумация се бутилира директно от източника. Към 2014 г. в света е имало повече от 4000 търговски марки минерални води.

## Класификации
Съществуват много класификации на минералните води по различни признаци.

### Според температурата
- студени – до 37°C (температурата на човешкото тяло),
- топли – от 37 до 60 °C,
- горещи – над 60 °C.

### Според степента на минерализация
В зависимост от концентрацията на минералите в тях водите се делят на:
- слабо минерализирани (до 2 g/l),
- умерено минерализирани (2 до 15 g/l),
- силно минерализирани (15 – 30 g/l),
- разсолни (30 – 60 g/l),
- силно разсолни (над 60 g/l).

### Според химичния състав
- сулфидни,
- сулфатни,
- радонови,
- хидрогенкарбонатни,
- хлоридни,
- въглекисели (повишено съдържание на въглероден диоксид),
- без балнеологични съставки.

### Според газовия състав
- азотни,
- морски,
- въглекисели.

### Медицинска  класификация
От медицинска гледна точка в България се ползва класификацията на Д. Караколев, която съдържа 4 типа минерална вода.

#### Газови води
- Въглекисели. Имат повишено съдържание на въглероден диоксид над 400 mg/l. Обикновено са студени с разтворени в тях соли.
- Сулфидни. Съдържат сероводород над 10 mg/l. Прилагат се само по предписание на лекар балнеолог.
- Радонови. Съдържат радон до 2 г/л и са с температура над 30 градуса.

#### Минерализирани води
- Хидрокарбонатни. Съдържат карбонатен йон над 1200 mg/l.
- Сулфатни. Съдържат сулфатен йон над 950 mg/l.
- Хлоридно-натриеви. Съдържат хлориди над 1200 mg/l и натрий над 400 mg/l.
- Магнезиеви. Съдържат магнезий над 50 mg/l.
- Натриеви. Съдържат натрий е над 20 mg/l.
- Калциеви. Съдържат калций над 300 mg/l.

#### Води с биологичноактивни микроелементи
- Силициеви. Съдържат метасилициева киселина над 50 mg/l.
- Флуоридни. Съдържат флуор над 1.5 г/л.
- Йодно-бромни. Съдържат йод над 3 mg/l и бром над 25 mg/l.
- Желязосъдържащи. Съдържат желязо над 25 mg/l.
- Арсенови. Съдържат арсен над 0.5 mg/l.

### Слабоминерализирани термални води (акратотерми)
- Много слабоминерализирани. С минерализация до 50 mg/l.
- Слабоминерализирани. С минерализация до 500 mg/l.
- Високоминерализирани. С минерализация надхвърля 1500 mg/l.

## Свойства
От медицинска гледна точка минералните води са подземни води, които за разлика от обикновените питейни води имат определени повишени стойности на един или повече физикохимини фактори, обуславящи балнеолечебното им действие.
За питейно балнеолечение се прилагат при бъбречно-урологични, стомашно-чревни, чернодробно-жлъчни, ендокринно-обменни заболявания и хронични интоксикации.
Макроингредиентните води могат да окажат фармадинамичен ефект, подобно на лекарствата.
Сулфатните минерални води са особено ефективни при чернодробно-жлъчни заболявания.
Сулфатно-железните минерални води дават добър лечебен ефект при анемии.
Солените минерализирани води са най-подходящи за външно балнеолечение при ревматични, дегенеративни и възпалителни заболявания, както и при травматично-ортопедични, неврологични и гинекологични заболявания.
Лечебното действие на газово-сулфидно-сероводородните и радонови води е биостимулативно.

## България
Малко са държавите в световен мащаб, които могат да се конкурират с България по изобилие от минерални води с разнообразен физикохимичен състав. Според различни източници страната ни е сред първите пет дестинации не само в Европа, но и в света, които разполагат с това природно богатство. Над 90 % от минералните води у нас са с лечебни свойства. 
Общият годишен обем на експлоатационните запаси на минерални води в България е 109 млн. m³ (с дебит 5000 l/s), от които само половината се използва за различни, главно стопански цели. В България има 47 балнеологични курорта. Балнеологичният потенциал на България в количествен аспект надхвърля 12 000 литра в секунда минерални води. От тях са разкрити едва 3000 литра в секунда. Една четвърт от тези води са по крайбрежието.
Лечебните качества на българските минерални води са били познати още в дълбока древност. Край минералните извори са съграждани балнеолечебници и цели селища: Хисаря (крепост) – Древна Аугуста, Кюстендил – Пауталия, – Акве Калиде (по-късно Термополис, днес Бургаски минерални бани), Сапарева баня – Германея, Сливенски минерални бани – Танзос, София – Улпия Сердика.
В страната има общо над 225 находища на минерални извори с общ дебит над 5000 l/s. В Южна България те са 148, а в Северна – 77. В Южна България преобладават естествените находища, а в Северна България – чрез сондаж. В Южна България във вид на извори са 82 находища и чрез сондаж – 66, а в Северна България преобладават чрез сондаж – 57 и във вид на извори – 20.
В страната преобладават находищата с температура от 37 до 50 °C. В Северна България преобладават студените, а в Южна България – топлите и горещите (хипертермалните) води. Хипертермални минерални води има предимно в долината на Струма, Места, северното подножие на Западните Родопи. Най-горещият минерален извор в страната е при Сапарева Баня (103 °C – пренагрята вода). С по-ниска температура се отличават изворните минерални води в Северната част на България, при които максималната температура е измерена при находището във Вършец – 38 °C. Много горещи (50 – 90 °C) са находищата на минерални води във Велинград, Кюстендилско, Долнобанската котловина и Беденски бани (Девин).
Около 70 % от минералните води в България са слабоминерализирани.

## Други
На лебечните извори е наречена улица в квартал „Овча купел“ в София (Карта).